# Saint-Simon-de-Pellouaille
 Saint-Simon-de-Pellouaille  es una población y comuna francesa, situada en la región de Poitou-Charentes, departamento de Charente Marítimo, en el distrito de Saintes y cantón de Gémozac.

## Demografía
| 316 | 315 | 283 | 308 | 309 | 370 |
| Para los censos de 1962 a 1999 la población legal corresponde a la población sin duplicidades (Fuente: INSEE [Consultar]) |     |     |     |     |     |